# 권우현
권우현(2003년 5월 10일 ~ )는 대한민국의 축구 선수로, 포지션은 윙어이다. 현재 K리그2 안산 그리너스 FC 소속이다.